# 大鳥神社 (豊島区)
大鳥神社（おおとりじんじゃ）は、東京都豊島区雑司が谷にある神社。

## 概要
1712年（正徳2年）に創建された。出雲国松江藩藩主松平宣維の嫡男が疱瘡に罹り、当地近くにあった松江藩下屋敷で療養中、鷺大明神が飛来し、嫡男の命を救ったという。
元々は雑司ヶ谷鬼子母神がある法明寺の境内にあったが、明治時代の神仏分離政策により、「大鳥神社」として独立し、現在地に移転した。

## 祭神
- 日本武尊

## 交通アクセス
- 東京メトロ副都心線「雑司が谷駅」および都電荒川線「鬼子母神前停留場」より徒歩2分。